# Seleção Ruandesa de Futebol
A Seleção Ruandesa de Futebol representa Ruanda nas competições de futebol da FIFA. Ela é filiada à FIFA, à CAF e à CECAFA.
Realizou sua primeira partida oficial em 1976, enfrentando o Burundi, e a partida terminou em 6 a 2 para os mandantes (o jogo aconteceu em Libreville, no Gabão, com mando de campo por parte dos burundineses). A maior vitória foi contra Djibuti: 9 a 0 a favor de Ruanda, em 2007. Seu maior revés foi por cinco gols de diferença (5 a 0 para Camarões, 6 a 1 para o Zaire, e 5 a 0 para Tunísia e Uganda).
Ruanda nunca se classificou para uma Copa do Mundo, tendo se classificado para a Copa Africana de Nações uma vez; na edição de 2004 da competição, amargou a eliminação ainda na fase de grupos.

## Desempenho em Copas
- 1930 a 1986 – Não se inscreveu
- 1990 – Não se classificou
- 1994 – Não se inscreveu
- 1998 a 2022 – Não se classificou

## Desempenho na CAN
- 1957 a 1980 – Não se inscreveu
- 1982 a 1984 – Não se classificou
- 1986 – Não se inscreveu
- 1988 – Desistiu
- 1990 a 1998 – Não se inscreveu
- 2000 a 2002 – Não se classificou
- 2004 – Primeira fase
- 2008 – Primeira fase
- 2006 a 2025 – Não se classificou

## Recordes
10 de setembro de 2024
Jogadores em negrito ainda em atividade pela Seleção Ruandesa.
| Pos. | Jogador                  | Partidas | Gols | Em atividade |
| ---- | ------------------------ | -------- | ---- | ------------ |
| 1    | Haruna Niyonzima         | 112      | 6    | 2006–2022    |
| 2    | Jean-Baptiste Mugiraneza | 89       | 6    | 2006–2018    |
| 3    | Jean-Claude Iranzi       | 76       | 3    | 2008–2019    |
| 4    | Olivier Karekezi         | 70       | 24   | 2000–2013    |
| 5    | Fitina Omborenga         | 69       | 1    | 2013–        |
| 6    | Jean-Luc Ndayishimiye    | 64       | 0    | 2007–2019    |
| 7    | Djihad Bizimana          | 62       | 2    | 2015–        |
| 8    | Meddie Kagere            | 59       | 15   | 2011–        |
| 8    | Jacques Tuyisenge        | 59       | 16   | 2011–2022    |
| 10   | Jean-Claude Ndoli        | 50       | 0    | 2005–2014    |

| # | Jogador              | Gols | Partidas | Média por jogo | Em atividade |
| - | -------------------- | ---- | -------- | -------------- | ------------ |
| 1 | Olivier Karekezi     | 24   | 70       | 0.34           | 2000–2013    |
| 2 | Jacques Tuyisenge    | 16   | 59       | 0.27           | 2011–2022    |
| 3 | Meddie Kagere        | 15   | 59       | 0.25           | 2011–        |
| 4 | Jean Lomami          | 14   | 25       | 0.56           | 2003–2009    |
| 5 | Labama Bokota        | 13   | 33       | 0.39           | 2007–2012    |
| 6 | Ernest Sugira        | 12   | 36       | 0.33           | 2015–2022    |
| 7 | Saïd Makasi          | 9    | 26       | 0.35           | 2003–2009    |
| 8 | Jimmy Gatété         | 8    | 41       | 0.2            | 1996–2009    |
| 9 | Daddy Birori         | 7    | 25       | 0.28           | 2009–2014    |
| 9 | Muhadjiri Hakizimana | 7    | 35       | 0.2            | 2016–        |

## Títulos
| CONTINENTAIS | CONTINENTAIS | CONTINENTAIS | CONTINENTAIS |
|              | Competição   | Vezes        | Ano          |
| ------------ | ------------ | ------------ | ------------ |
|              | Copa CECAFA  | 1            | 1999         |

## Treinadores
| - Otto Pfister (1972–1976) - Joachim Fickert (1986) - Metin Türel (1991) - David Otti (1995–1996) - Longin Rudasingwa (1996) - Papa Dic (1998) - Longin Rudasingwa (1998–1999) - Rudi Gutendorf (1999–2000) - Longin Rudasingwa (2000–2001) - Ratomir Dujković (2001–2004) | - Roger Palmgren (2004–2005) - Michael Nees (2006–2007) - Josip Kuže (2007–2008) - Raoul Shungu (2008) - Branko Tucak (2008–2009) - Eric Nshimiyimana (2009–2010, interino) - Sellas Tetteh (2010–2011) - Milutin Sredojević (2011–2013) - Eric Nshimiyimana (2013–2014) - Stephen Constantine (2014–2015) | - Lee Johnson (2015, interino) - Johnny McKinstry (2015–2016) - Gilbert Kanyankore (2016, interino) - Jimmy Mulisa (2016, interino) - Antoine Hey (2017–2018) - François Karekezi (2018) - Vincent Mashami (2018–2022) - Carlos Alós (2022–2023) - Gerard Buscher (2023, interino) - Torsten Spittler (2023–) |

### Campanhas de destaque
- Vice Campeã da Copa CECAFA: 2003, 2005, 2007, 2009, 2011 e 2015
- Terceira Colocação na Copa CECAFA: 1999, 2001, 2002 e 2006